# Hieracium abradenium
Hieracium abradenium es una especie de planta con flor del género Hieracium, de la familia Asteraceae, orden Asterales.

## Distribución
Hieracium abradenium se distribuye por Finlandia y Suecia.

## Taxonomía
Fue descrita científicamente por Norrl. Fue publicada en Ad. Soc. Faun. Fl. Fenn. 9: No. 5, 33.